# Région de l'Anatolie du Sud-Est
 (mars 2015).
Si vous disposez d'ouvrages ou d'articles de référence ou si vous connaissez des sites web de qualité traitant du thème abordé ici, merci de compléter l'article en donnant les références utiles à sa vérifiabilité et en les liant à la section « Notes et références ».

La région (en rouge) sur la carte de la Turquie.

La région de l'Anatolie du sud-est (en turc Güneydoğu Anadolu Bölgesi) ou Sud-est anatolien est une des sept régions de Turquie et regroupe les provinces du sud-est du pays. Elle est bordée au sud par l'Irak et la Syrie, à l'ouest par la région méditerranéenne, au nord et à l'est par la région de l'Anatolie orientale. 
Elle couvre 95 726 km2 soit 11,76 % de la superficie totale de la Turquie. En 2012, la région compte environ 8 millions d'habitants soit 10,5 % de la population totale du pays.

## Provinces

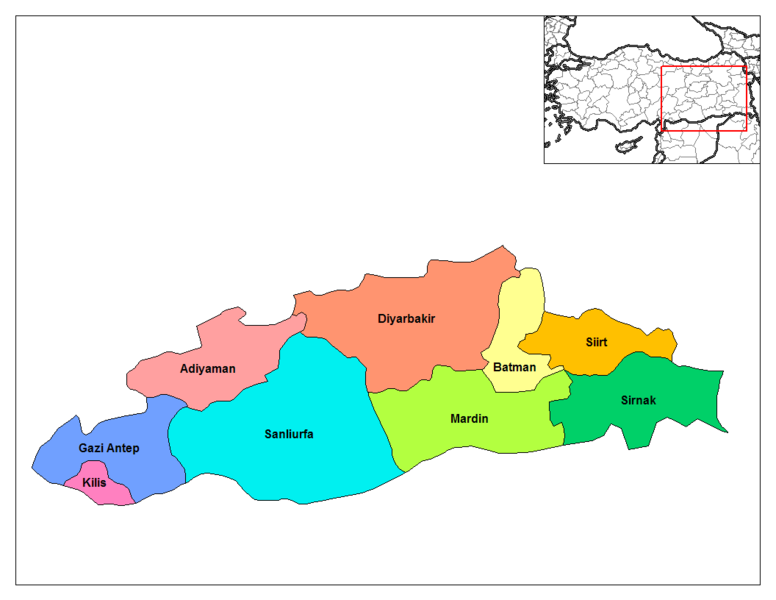
Les provinces de la région.

- Adıyaman
- Batman
- Diyarbakır
- Gaziantep
- Kilis
- Mardin
- Şanlıurfa
- Siirt
- Şırnak